# Benedenius
Bendenius es un género extinto de peces actinopterigios prehistóricos. Fue descrito por Traquair en 1878.
Algunos restos fósiles de este género y otros se han encontrado en Bélgica.